# 八代充史
八代 充史（やしろ あつし、1959年 - ）は、日本の経営学者。慶應義塾大学商学部教授。

## 略歴
神戸市生まれ、東京都育ち。慶應義塾中等部、慶應義塾高等学校、1982年慶應義塾大学経済学部卒業、1987年同大学院博士課程単位取得退学、1993年「大企業ホワイトカラーの企業内キャリア形成に関する実証的研究 ホワイトカラーの異動と昇進について」で商学博士の学位を取得。1987年日本労働研究機構勤務、1996年慶應義塾大学商学部助教授、2003年同教授。

## 著書
- 『大企業ホワイトカラーのキャリア 異動と昇進の実証分析』日本労働研究機構 1995
- 『管理職層の人的資源管理 労働市場論的アプローチ』有斐閣 2002
- 『人的資源管理論 理論と制度』中央経済社 2009
- 『日本的雇用制度はどこへ向かうのか 金融・自動車業界の資本国籍を越えた人材獲得競争』中央経済社 2017

### 共編著・監修
- 『グラス・シーリング解消に向けて 「グラス・シーリング解消のための国際交流事業」より オランダ編』監修 婦人少年協会編 婦人少年協会 1998
- 『新しい人事労務管理』佐藤博樹,藤村博之共著 有斐閣アルマ 1999
- 『人と企業を活かすルールしばるルール これからの労働法制を考える』佐野陽子,宮本安美共編著 中央経済社 1999
- 『マテリアル人事労務管理』佐藤博樹, 藤村博之共著 有斐閣 2000
- 『グローバル化時代の賃金制度』廣石忠司,福谷正信共編 社会経済生産性本部生産性労働情報センター 2002
- 『経営システム 2　ヒューマン・リソース・マネジメント』神代和欣,山口浩一郎共編著 放送大学教育振興会 2002
- 『雇用・就労変革の人的資源管理』菊野一雄共編著 中央経済社 シリーズ人的資源を活かせるか 2003
- 『21世紀の評価制度 評価・処遇システムの新展開』廣石忠司,福谷正信共編 社会経済生産性本部生産性労働情報センター 2004
- 『能力主義管理研究会オーラルヒストリー 日本的人事管理の基盤形成 戦後労働史研究』梅崎修,島西智輝,南雲智映,牛島利明共編 慶應義塾大学出版会 2010
- 『はじめての人事管理 ライブ講義』南雲智映共著 泉文堂 HRMブックス　2010

## 論文
- <八代充史